# 한국의 노비제도
전근대 한국의 노예제 및 사회 계층과 흔히 연관되어 있는 한국의 노비 제도는 고대부터 1894년 폐지될 때까지 다양한 형태와 정도로 존재했다. 노비 제도의 성격은 학자들 사이에서 적어도 고려 시대까지는 노예 제도였다는 점에는 동의하지만, 조선 시대에는 노예 제도인지 농노 제도 인지, 아니면 둘 다를 구성하는지에 대해서는 의견이 일치하지 않는 등 널리 논의되고 있다.  조선왕조는 양반이 지배하는 계층사회였으며, 부는 토지소유와 노비 로 측정되었다.  이 기간 동안 대다수의 "비거주" 그룹의 노비는 토지를 소유했으며  일부는 노비 도 소유했다. 
삼국시대 와 통일신라 시대에는 노예제도가 널리 퍼지지 않았다.  조선시대 이전에는 노예가 전체 인구의 10%도 채 되지 않았다.  노비 제도는 조선시대의 주요 제도이자 경제의 중요한 부분이었다. 노비 제도는 15~17세기에 정점을 이루다가 18~19세기에 쇠퇴했다.  노비족은 15세기에서 17세기 사이에 인구의 적어도 30%를 차지했다. 노비는 나라의 남쪽 절반에 훨씬 더 많았고, 아마도 인구의 40%에 이르렀을 것이며, 북쪽 절반에는 그 수가 훨씬 적었다. 그들의 지위가 유전되지 않은 곳.  수도인 서울에는 노비 인구가 상당했는데, 1663년부터 2374명 중 73%인 1729명이 호적 에 노비 로 등록되어 있었다 북부 지역에서는 노비 라는 용어 대신 머슴 이라는 용어를 사용했다.  조선왕조는 1731년, 1744년, 1783년, 1801년에 걸쳐 노비 제도를 무너뜨렸다  노비 인구는 1858년까지 1.5%로 감소했다  노비 제도는 1894년에 공식적으로 폐지되었지만 그 흔적은 20세기 중반까지 남아 있었다. 
현재 대한민국에서 노예 제도, 더 일반적으로 인신매매라고 불리는 것은 불법이다. 하지만 세계 노예 지수(Global Slavery Index) 에 따르면 2018년 현재 약 99,000명의 노예(인구의 약 0.195%)가 존재하는 것으로 추산된다.  조선민주주의인민공화국에서는 여전히 정권에 의해 노예제도가 시행되고 있다. 세계노예지수(Global Slavery Index)에 따르면, 2018년 현재 북한 인구의 약 10.4%가 사실상 노예가 되어 있다

## 용어
노비 라는 용어는 종종 영어로 "노예", "농노" 또는 "종"으로 번역된다. 그러나 역사적 사실과 기존 영어 단어에 비교사적 함의를 수반하는 서구적 의미가 담겨 있기 때문에 어떤 번역이 가장 적절한지에 대한 논의가 이루어지고 있다. 대부분의 학자들은 번역을 전혀 선호하지 않고 노비라는 용어만 사용하는 것으로 보인다.  김기충에 따르면, "한국의 노비 학자들 사이에서는 아직 한국어 단어 노비 와 가장 동등한 영어 단어에 대한 합의가 없다." 

## 역사
| 계급 | (한자) |
| ---- | ------ |
| 양반 | 兩班   |
| 중인 | 中人   |
| 상민 | 常民   |
| 천민 | 賤民   |

한국의 노예제도는 삼국 시대 이전, 즉 약 2000년 전부터 존재했다.  한국에서 노예 제도에 관한 최초의 기록은 『삼국지』 에 기록된 『고조선팔금』이다. 노예 제도는 "중세 한국에서 매우 중요했으며 아마도 다른 동아시아 국가보다 더 중요했을 것이다. 그러나 16세기에는 인구 증가로 인해 노예 제도가 불필요해졌다"라고 설명되었다. 브리검 영 대학교의 한국학 학자인 마크 A. 피터슨(Mark A. Peterson)에 따르면, 한국은 역사상 어떤 사회보다 (약 1,500년에 걸쳐) 가장 긴 노예 제도를 유지하고 있으며, 그는 이것이 평화로운 전환의 오랜 역사에 기인한다고 말한다. 그리고 한국의 안정된 사회. 피터슨은 이를 "한국 역사가 20세기까지 놀라울 정도로 평화롭고 안정적이었다는 증거"라고 인용한다.
노예 제도는 삼국시대에 본격적으로 발달했다.  신라가 한반도를 통일하면서 노예제도는 약화되었을 것이다.  956년 고려시대에 대규모 노예해방이 이루어졌다.  고려 광종은 ' 노비 및 토지법'을 반포하여 '귀족의 인력을 노예로 삼고 옛 귀족과 공신, 그 후손과 무족을 대거 숙청'하였다. 고려중기 노예제도에 관한 정보는 전무하다.  이의민은 노예로서 조선 최고의 권력자가 된 인물이다.  고려말에는 노예제도가 심화되어 노예반란이 많이 일어났다.  조선 초기에는 노예들이 대규모로 해방되었다. 한국전쟁 이후에도 노비제도의 잔재가 일부 지역과 가계에서 존재했다. 전쟁 후 국가적인 혼란과 재건으로 인해 이러한 노비제도의 폐해가 완전히 해소되지는 못했다. 특히 전쟁으로 인한 경제적 어려움과 빈곤으로 고통받던 가정들은 자녀를 노예로 팔거나 다른 가정으로 파는 등의 비참한 상황이 일부 지역에서 이어졌다.
조선 시대에는 노예를 노비 라 불렀다. 노비는 양반 지배 계층을 제외한 자유민(즉, 중산층, 서민층 )과 사회적으로 구별되지 않았으며, 일부는 재산권, 법인체, 시민권을 소유하고 있었다.  따라서 일부 학자들은 그들을 "노예"라고 부르는 것이 부적절하다고 주장하는 반면, 일부 학자들은 그들을  라고 묘사한다.  서양식 노예를 뜻하는 한국어는 노비 가 아니라 노예이다. 일부 노비는 자신의 노비를 소유했다.  김복래는 “요약하면, 경제적, 사법적, 사회문화적 차원에서 보면 [조선] 시대의 노비가 ‘ 사회적으로 죽은 ’ 것은 아니었고, 노비 제도는 15세기에서 15세기 사이에 정점에 달했다”고 말했다. 그리고 17세기는 '노예제도 하에서 발전한 농노제'로 정의될 수 있다." 
가계의 노비는 개인 하인이나 가사도우미로 일했으며, 대부분은 정규 근무 시간 외에 벌어들인 수입으로 보충할 수 있는 월급을 받았다.  외주 노비들은 멀리 떨어져 거주하며 소작인이나 평민들과 거의 다르지 않았다. 이들은 공식적으로 독립된 가족 단위로 등록되어 각자의 집과 가족, 토지와 재산을 소유했다.  외지 노비의 수는 가문 노비보다 훨씬 많았다.  차깨 제도에서는 노비에게 두 개의 농지가 할당되었으며, 첫 번째 토지의 생산물은 주인에게 지불되고 두 번째 토지의 생산물은 노비가 소비하거나 판매하기 위해 보관했다. 노비는 자유를 얻기 위해 그것을 구입하거나, 군 복무를 통해 얻거나, 정부의 호의로 받을 수 있었다. 노비 인구는 인구의 약 1/3까지 변동할 수 있지만 평균적으로 노비는 전체 인구의 약 10%를 차지했다. 한국전쟁 이후에도 노비제도의 잔재가 일부 지역과 가계에서 존재했다. 전쟁 후 국가적인 혼란과 재건으로 인해 이러한 노비제도의 폐해가 완전히 해소되지는 못했다. 특히 전쟁으로 인한 경제적 어려움과 빈곤으로 고통받던 가정들은 자녀를 노예로 팔거나 다른 가정으로 파는 등의 비참한 상황이 일부 지역에서 이어졌다.
양반과 노비의 위계 관계는 유교의 통치자와 신하, 아버지와 아들의 위계관계와 동일하다고 믿었다. 노비는 주인 자신의 신체의 연장으로 간주되었으며, 후원과 상호 의무에 기초한 이념이 발전했다. 태종실록에는 “노비도 우리와 같은 인간이므로 후하게 대하는 것이 마땅하다”, “우리 나라에서는 노비를 몸의 일부처럼 사랑한다”고 적혀 있다. 
1426년 세종대왕은 정부 노비 여성들에게 출산 후 100일의 출산휴가를 부여하는 법률을 제정했고, 1430년에는 출산 전 1개월씩 연장됐다. 1434년 세종도 남편들에게 30일의 육아휴직을 주었다.
노비 제도는 18세기와 19세기에 쇠퇴했다.  조선왕조 초기부터, 특히 17세기 초에는 노비제도에 대해 한국의 저명한 사상가들 사이에서 신랄한 비판이 있었다. 조선 정부 내에서도 노비에 대한 태도의 변화 조짐이 보였다. 영조는 1775년 점진적인 해방 정책을 시행했고, 그와 그의 후계자 인 정조는 노비의 부담을 줄이는 많은 제안과 발전을 내놓았고, 이로 인해 1801년 대다수의 정부 노비가 해방되었다 또한, 인구 증가, 수많은 탈출 노예,  농업의 상업화 증가, 자립 소규모 농민 계급의 증가로 인해 노비의 수가 1858년에는 전체 인구의 약 1.5%로 감소했다.  세습 노비 제도는 1886년과 1887년에 공식적으로 폐지되었고,   나머지 노비 제도는 1894년 갑오 개혁으로 폐지되었다  그러나 노비 제도는 1910년부터 1945년까지 일제시대를 거쳐 1950년 한국전쟁 까지 전국 일부 지역에서 잔존하였다 
한국 전쟁 이후에도 노비제도의 잔재가 일부 지역과 가계에서 존재했다. 전쟁 후 국가적인 혼란과 재건으로 인해 이러한 노비제도의 폐해가 완전히 해소되지는 못했다. 특히 전쟁으로 인한 경제적 어려움과 빈곤으로 고통받던 가정들은 자녀를 노예로 팔거나 다른 가정으로 파는 등의 비참한 상황이 일부 지역에서 이어졌다.
이러한 노비 제도의 잔재는 법적으로는 폐지되었지만, 실제로는 일부 지역이나 가정에서 계속되었다. 농촌 지역에서는 이러한 노비제도의 잔재가 더 많이 남아있었는데, 토지 소유와 노동력에 대한 통제가 집중되어 일부 농촌 가정에서는 노비나 노예와 같은 처우를 받는 경우가 있었다. 이에 대한 인식 변화와 사회적 개혁을 위해 인권 운동과 정부의 노력이 계속되었으며, 이를 통해 노비제도의 잔재를 완전히 없애고 평등한 사회를 구축하기 위한 노력이 지속되어 왔다.한국 전쟁 이후에도 노비제도의 잔재가 일부 지역과 가계에서 존재했다. 전쟁 후 국가적인 혼란과 재건으로 인해 이러한 노비제도의 폐해가 완전히 해소되지는 못했다. 특히 전쟁으로 인한 경제적 어려움과 빈곤으로 고통받던 가정들은 자녀를 노예로 팔거나 다른 가정으로 파는 등의 비참한 상황이 일부 지역에서 이어졌다.

## 현대 노예 제도
제2차 세계 대전 전후 일본의 한국 통치 기간 동안 일부 한국인들은 노예 제도에 비유되는 조건에서 일본에 의해 강제 노동에 사용되었다.  여기에는 제2차 세계대전 전후에 일본 제국군에 의해 성노예로 강요된 여성들, 즉 위안부가 포함되었다. 

### 조선민주주의인민공화국
북한은 강제 노동을 통해 현대 노예 노동에 종사하는 사람이 110만 명에 달하는 것으로 추산된다. 워크 프리 재단(Walk Free Foundation)의 2018년 글로벌 노예 제도 지수(Global Slavery Index)에 따르면 북한은 현대 노예제에 종사하는 인구 비율이 세계에서 가장 높은 순위를 차지하고 있으며, 약 10.4%가 노예 노동에 종사하고 있다. 북한은 어떤 형태의 현대 노예제도라도 명시적으로 범죄화하지 않은 세계 유일의 국가이다. 유엔 보고서는 북한에서 발생하는 반인도적 범죄 중 노예제도를 꼽았다. 북한의 노예 노동으로 얻은 수입은 북한의 핵무기 프로그램에 자금을 지원하고 개발하는 데 사용된다.

### 대한민국
2015년 언론보도에서는 신안군 섬의 시골 염전에서 발생한 장애인 학대와 착취가 노예 제도로 묘사됐다.

## 같이 보기
- 일본의 노예 제도